# Gerardus Johannes Mulder
Pour les articles homonymes, voir Mulder.
Gerardus Johannes Mulder (Gerrit Jan Mulder) (27 décembre 1802, Utrecht - 18 avril 1880, Bennekom) est un chimiste organicien néerlandais.

## Biographie
Après ses analyses chimiques effectuées sur le blanc d'œuf en 1835, il fut le premier, avec son article Sur la composition de certaines substances animales, à utiliser le terme de « protéine », ainsi que le lui avait suggéré Jöns Jacob Berzelius, lors de leurs correspondances. Dans la même publication, il a avancé l'idée que les animaux tirent la plupart de leurs protéines des plantes. Il montra en 1838 avec Jobat que caféine et théine étaient une seule et même molécule.
À partir de 1841, il fut professeur de chimie à l’université d'Utrecht. Il s'est intéressé aux applications de la chimie à l'agriculture, à la chimie du vin et à celle de la bière. Il a animé, seul ou avec d'autres savants, les revues Bijdragen tot de natuurkundige Wetenschappen, Natuur- en scheikundig archief, Bulletin des sciences physiques et naturelles en Néerlande, Scheikundige onderzoekingen gedaan in het laboratorium der Utrechtsche Hogeschool.
Son autobiographie Levensschets parut après sa mort.

## Distinctions
En 1850, il fut élu membre étranger de l'Académie royale des sciences de Suède. Il était également, entre autres distinctions, membre correspondant de l’Académie royale des sciences de Prusse depuis 1845, membre de l’Académie royale néerlandaise des arts et des sciences, membre honoraire de la Société de physique de Francfort. 

## Décoration
- Chevalier de l'ordre du Lion néerlandais (octobre 1839)